# Campionato svizzero di hockey su ghiaccio 1943-1944

## Lega Nazionale A

### Partecipanti
Arosa · 
 Basilea Rotweiss · 
 Berna · 
 Davos · 
 Grasshopper Zürich · 
 Montchoisi Lausanne · 
 Zürcher SC

### Verdetti
| Lega Nazionale A 1943-1944  |
| --------------------------- |
| Davos Nessuna retrocessione |

## Serie A

### Verdetti
| Serie A 1943-1944  |
| ------------------ |
| Nessuna promozione |